# Caelius montanus
Caelius montanus är en skalbaggsart som beskrevs av Brown 1931. Caelius montanus ingår i släktet Caelius och familjen Aegialiidae. Inga underarter finns listade.